# Вотерфорд Тауншип (Нью-Джерсі)
Вотерфорд Тауншип (англ. Waterford Township) — селище (англ. township) в США, в окрузі Кемден штату Нью-Джерсі. Населення — 10 421 особа (2020).

## Демографія
Згідно з переписом 2010 року, у селищі мешкало 10 649 осіб у 3692 домогосподарствах у складі 2823 родин. Було 3839 помешкань
Расовий склад населення:
| - 90,6 % — білих - 4,8 % — чорних або афроамериканців - 1,2 % — азіатів - 0,1 % — корінних американців - 1,6 % — осіб інших рас |

До двох чи більше рас належало 1,7 %. Частка іспаномовних становила 4,4 % від усіх жителів.
За віковим діапазоном населення розподілялося таким чином: 22,9 % — особи молодші 18 років, 67,2 % — особи у віці 18—64 років, 9,9 % — особи у віці 65 років та старші. Медіана віку мешканця становила 39,7 року. На 100 осіб жіночої статі у селищі припадало 101,0 чоловіків;  на 100 жінок у віці від 18 років та старших — 98,0 чоловіків також старших 18 років.
Середній дохід на одне домашнє господарство  становив 85 893 долари США (медіана — 74 250), а середній дохід на одну сім'ю — 93 259 доларів (медіана — 86 089). Медіана доходів становила 56 861 долар для чоловіків та 42 832 долари для жінок. За межею бідності перебувало 7,3 % осіб, у тому числі 9,1 % дітей у віці до 18 років та 9,5 % осіб у віці 65 років та старших.
Цивільне працевлаштоване населення становило 5214 особи. Основні галузі зайнятості: освіта, охорона здоров'я та соціальна допомога — 26,1 %, будівництво — 13,8 %, роздрібна торгівля — 11,7 %, науковці, спеціалісти, менеджери — 10,9 %.